# Прісцилла Олден

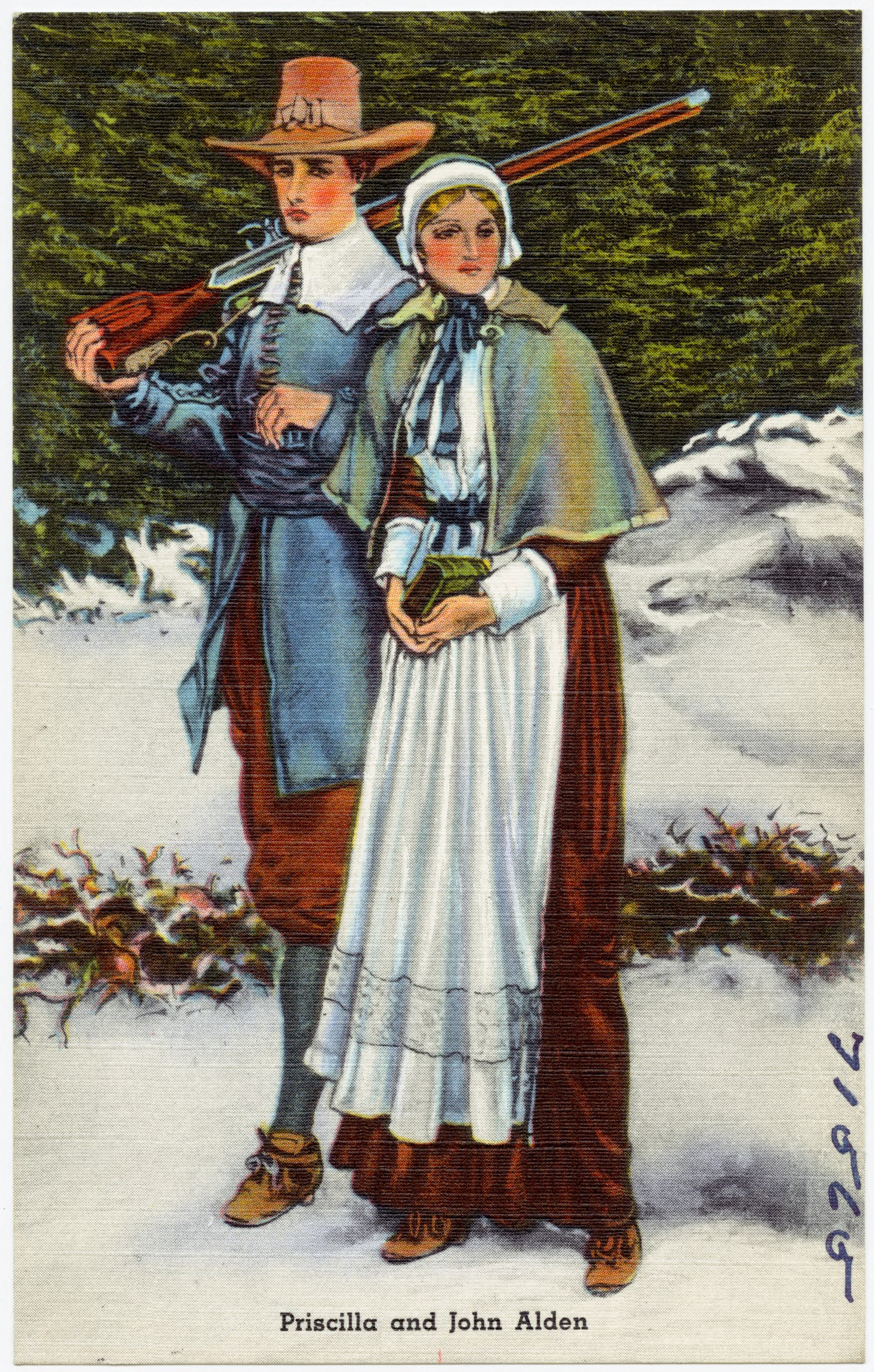
Прісцилла та Джон Олден на листівці

Прісцилла Олден (уроджена Маллінс, прибл. 1602  —  прибл. 1685) — відомий член Плімутської колонії батьків-пілігрімів штату Массачусетс і дружина колоніста Джона Олдена (прибл. 1599 — 1687). Вони одружилися у 1621 році в Плімуті.

## Біографія

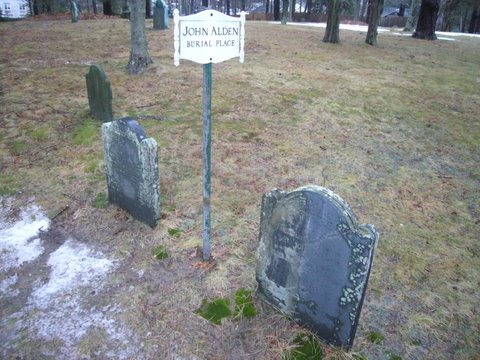
Поховання Майлса Стендиша, місце останнього спочинку Джона та Прісцилли Олденів

Прісцилла, швидше за все, народилася в Доркінгу в графстві Суррей, у Вільяма та Еліс Маллінс. Їй було всього вісімнадцять, коли вона сіла на борт «Мейфлавера». Під час першої зими в Плімуті вона втратила батька, мачуху та брата Джозефа. Тоді вона була єдиною у своїй сім'ї в Новому світі, хоча у неї були ще один брат і сестра, які залишилися в Англії.
Джон Олден і Прісцилла Маллінс були, ймовірно, третьою парою, яка одружилася в колонії Плімут. Відомо, що шлюб Вільяма Бредфорда з Еліс Карпентер 14 серпня 1623 року став четвертим. Першим побралися Едвард Вінслоу з Сюзанною Вайт у 1621 році. Шлюб Френсіса Ітона з його другою дружиною Дороті, служницею Карверів, можливо був другим.
Востаннє Прісцилла згадується в записах за 1650 рік, але усний переказ стверджує, що вона померла лише за кілька років до свого чоловіка (це приблизно 1680 рік). Її поховали на могильнику Майлса Стендиша у Даксбері, штат Массачусетс. Точне місце розташування її могили невідоме, але є знак на її честь.

## Поема Лонгфелло
Прісцилла відома в історії літератури як нерозділене кохання щойно овдовілого капітана Майлса Стендіша, військового радника колонії, у поемі 1858 року «Сватання Майлса Стендіша» Генрі Лонгфелло. Згідно з поемою, Стендіш попросив свого хорошого друга Джона Олдена зробити пропозицію Прісциллі від його імені, але Прісцилла запитала: «Чому ти не говориш за себе, Джоне?».
Лонгфелло — прямий нащадок Джона та Прісцилли. Він створив поему на романтизованій версії сімейної традиції, хоча донедавна було мало незалежних історичних свідчень на користь цього. Основна історія, очевидно, була передана в родині Олденів і опублікована праправнуком Джона та Прісцилли, преподобним Тімоті Олденом у 1814 році.
Вчені нещодавно підтвердили шановане місце романтичного кохання в культурі пілігримів і задокументували індіанську війну, описану Лонгфелло. Непрямі докази любовного трикутника теж існують. Майлс Стендіш і Джон Олден, ймовірно, були сусідами по кімнаті; Прісцилла Маллінс була єдиною самотньою жінкою, яка досягла шлюбного віку. Сім'ї передбачуваних закоханих залишалися близькими протягом кількох поколінь, переїхавши разом до Даксбері, штат Массачусетс, наприкінці 1620-х років.

## Діти Олденів
У Прісцилли та Джона Олдена було десять дітей, можливо, одинадцятий помер у дитинстві. Хоча це не підтверджено документально, існує думка, що перші троє дітей народилися в Плімуті, решта в Даксбері. Діти:
1. Елізабет (1624/25–1717). Вийшла заміж за Вільяма Пабоді (Пібоді), громадського та військового лідера Даксбері, де народилися всі тринадцять їхніх дітей. Вони переїхали в Літтл-Комптон, штат Род-Айленд, де Елізабет померла у 1717 році у віці приблизно дев'яносто чотирьох років. Їхні нащадки були відомими в районах заселення Род-Айленда та Коннектикуту. По лінії Елізабет походить Генрі Водсворт Лонгфелло, якій найбільше поширював славу Джона та Прісцилли, написавши «Сватання Майлса Стендіша».
2. Джон (1626—1701). Переїхав до Бостона та одружився там з Елізабет (Філліпс) Еверілл, вдовою Ейбіеля Еверілла. У них було тринадцять дітей. Він був моряком і став командиром флоту колонії Массачусетської затоки. Він був членом Старої південної церкви Бостона, і його старовинний сланцевий надгробний камінь вбудований у стіну. Мабуть, найвідомішою подією в його житті — звинувачення у чаклунстві під час поїздки до Салема. Він провів п'ятнадцять тижнів у в'язниці Бостона. Він утік незадовго до того, як дев'ять інших жертв стратили під час судового процесу над салемськими відьмами. Пізніше Олдена виправдали.
3. Джозеф (1627—1697) Переїхав до Бриджвотера, де займався фермерством на землі, яку раніше купили в індіанців його батько та Майлс Стендіш. Він одружився з Мері Сіммонс. Всього у них було семеро дітей. Через деякий час Джозеф помер.
4. Сара. Її шлюб із сином Майлса Стендіша, Александром, заперечує будь-яку думку про давню ворожнечу між Олденами та кланом Стендіш. Насправді є багато доказів того, що Джон і Майлс залишалися друзями або, як мінімум, соратниками на все життя. Сара та Александр жили в Даксбері до смерті Сари десь до червня 1688 року. (Згодом Александр одружився з Дезір Доті, двічі овдовілою дочкою пілігрима Едварда Доті). У них було семеро або, можливо, вісім дітей. Їхній будинок Александр Стендіш Гаус у Даксбері досі стоїть.
5. Джонатан. Одружився з Ебігейл Галлетт 10 грудня 1672 року. Жив у Даксбері до своєї смерті 14 лютого 1697 року. Він був другим власником будинку Олден, який отримав від свого батька. Потім будинок перейшов до сина Джона, одного з шести його дітей. У похоронній промові Джонатана описали як «щирий християнин, чиє серце було в домі Божому».
6. Рут. Вийшла заміж за Джона Басса з Брейнтрі, штат Массачусетс, де вони жили та мали семеро дітей. Серед найвидатніших нащадків цього союзу були президенти Джон Адамс і Джон Квінсі Адамс. Рут померла 12 жовтня 1674 року.
7. Ребекка. У 1667 році вийшла заміж за Томаса Делано з Даксбері, сина Філіпа Деланоє, одного з перших поселенців Даксбері. У них було дев'ятеро дітей. Померла у Даксбері десь після 13 червня 1688 року.
8. Мері. Вийшла заміж за диякона Семюеля Аллена, у шлюбі народилася принаймні один син Джозеф. Мері померла у 1688 році. У Джозефа було кілька власних дітей.
9. Прісцилла. Немає записів про потомство чи шлюб.
10. Девід. Одружився з Мері Саутворт, донькою Константа Саутворта з Плімутської колонії. Помер десь у 1718 чи 1719 роках. Мав шестеро дітей. Його описали як «видатного члена церкви, людина великої поваги та багато зайнятого в державній роботі».